# Michaela Pavlíčková
Michaela Pavlíčková (nacida el  27 de noviembre de 1977 en Praga) es una exjugadora de baloncesto checa. Consiguió 3 medallas en competiciones oficiales con la República Checa.